# WWE Royal Rumble

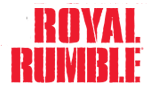
Früheres Logo des Royal Rumble von 2015

Der WWE Royal Rumble ist eine seit 1988 jährlich im Januar stattfindende Großveranstaltung der Wrestling-Federation WWE (World Wrestling Entertainment). Die erste Veranstaltung dieser Art fand noch als frei empfangbares TV-Special auf dem Kabel-Fernsehsender USA Network statt, ab 1989 wurde sie  in das heute übliche Pay-per-View-Format umgewandelt.
Die Hauptveranstaltung (der sogenannte Main Event) des Abends ist das namensgebende Royal Rumble Match; eine Over the Top Rope Battle Royal mit in der Regel 30 Teilnehmern, wobei sich zu Beginn schon zwei Wrestler im Ring befinden und normalerweise alle 90 Sekunden (bis 1994 alle 2 Minuten, 1995 alle 60 Sekunden) ein weiterer Wrestler den Ring betritt. Das Ziel ist es, in diesem Match als letzter Mann im Ring zu verbleiben.
Die Wrestler scheiden aus dem Wettbewerb aus, wenn sie über das oberste Ringseil befördert werden und dann mit beiden Füßen den Hallenboden berühren. Der Ring darf während des Matches unter dem untersten Ringseil oder zwischen den Seilen ohne Konsequenzen verlassen werden.

## Geschichte
Die Reihenfolge der Einzüge wird dabei ausgelost, meist in Form von Backstage-Segmenten, in denen die Superstars ihre Startnummer aus einer Lostrommel ziehen. Hin und wieder finden im Vorfeld auch Matches statt, bei denen es um eine besonders vorteil- bzw. unvorteilhafte Startnummer geht (z. B. Nr. 1 oder Nr. 30).
Seit 1993 erhält der Sieger des Royal-Rumble-Matches offiziell ein Titelmatch um den höchsten Titel der Liga im Main Event der nächsten WrestleMania, die WWE World bzw. WWE Universal Championship. Seit 2018 gibt es auch ein Royal Rumble-Match für Frauen, sodass die Siegerin ein Titelmatch um den höchsten Frauentitel der Liga, die WWE Raw Women’s- oder die WWE SmackDown Women’s Championship, bei der nächsten Wrestlemania erhält. Da zwischen 2003 und 2013 zwei World-Title existierten, hatte der Sieger die Wahl zwischen einem Match gegen den World Heavyweight Champion oder den WWE Champion. Von 2006 bis 2010 konnte der Sieger auch gegen den amtierenden ECW-Champion antreten. 2016 wurde die WWE World Heavyweight Championship direkt an den Sieger des Turniers vergeben. Durch die erneute Markentrennung von RAW und SmackDown! in zwei getrennte Kader im Juli 2016 kann der Sieger seit 2017 den Champion seines jeweiligen Kaders herausfordern.
Gemeinsam mit den Großveranstaltungen WrestleMania, SummerSlam und den Survivor Series gehört der Royal Rumble zu den Big Four, also den traditionsreichsten und am längsten ausgerichteten PPV-Shows der WWE, an denen während der ersten Kadertrennung von RAW und SmackDown! von 2002 bis 2011 sowie seit der erneuten Trennung im Juli 2016 Mitglieder beider Marken teilnahmen bzw. teilnehmen. Der Royal Rumble ist ebenfalls der Beginn der alljährlichen Road To WrestleMania.
Aufgrund der COVID-19-Pandemie fand der Royal Rumble 2021 ohne Zuschauer im Tropicana Field, als Pay-per-View über WWE Network, statt.

## Liste der Veranstaltungen und der Gewinner
| Nr. | Datum         | Ort                  | Arena                        | Zuschauer | Gewinner            | Startnummer |
| --- | ------------- | -------------------- | ---------------------------- | --------- | ------------------- | ----------- |
| 1   | 24. Jan. 1988 | Hamilton, ON         | Copps Coliseum               | 18.000    | Jim Duggan          | 13          |
| 2   | 15. Jan. 1989 | Houston, TX          | The Summit                   | 19.000    | Big John Studd      | 27          |
| 3   | 21. Jan. 1990 | Orlando, FL          | Orlando Arena                | 18.000    | Hulk Hogan          | 25          |
| 4   | 19. Jan. 1991 | Miami, FL            | Miami Arena                  | 16.000    | Hulk Hogan          | 24          |
| 5   | 21. Jan. 1992 | Albany, NY           | Knickerbocker Arena          | 17.000    | Ric Flair           | 3           |
| 6   | 24. Jan. 1993 | Sacramento, CA       | ARCO Arena                   | 16.000    | Yokozuna            | 27          |
| 7   | 22. Jan. 1994 | Providence, RI       | Providence Civic Center      | 14.500    | Bret Hart Lex Luger | 27 23       |
| 8   | 22. Jan. 1995 | Tampa, FL            | USF Sun Dome                 | 10.000    | Shawn Michaels      | 1           |
| 9   | 21. Jan. 1996 | Fresno, CA           | Selland Arena                | 9.600     | Shawn Michaels      | 18          |
| 10  | 19. Jan. 1997 | San Antonio, TX      | Alamodome                    | 60.477    | Steve Austin        | 5           |
| 11  | 18. Jan. 1998 | San José, CA         | San Jose Arena               | 18.542    | Steve Austin        | 24          |
| 12  | 24. Jan. 1999 | Anaheim, CA          | Arrowhead Pond               | 14.816    | Vince McMahon       | 2           |
| 13  | 20. Jan. 2000 | New York, NY         | Madison Square Garden        | 19.231    | The Rock            | 24          |
| 14  | 21. Jan. 2001 | New Orleans, LA      | New Orleans Arena            | 17.137    | Steve Austin        | 27          |
| 15  | 20. Jan. 2002 | Atlanta, GA          | Philips Arena                | 16.106    | Triple H            | 22          |
| 16  | 19. Jan. 2003 | Boston, MA           | Fleet Center                 | 15.338    | Brock Lesnar        | 29          |
| 17  | 26. Jan. 2004 | Philadelphia, PA     | Wachovia Center              | 17.289    | Chris Benoit        | 1           |
| 18  | 30. Jan. 2005 | Fresno, CA           | Save Mart Center             | 12.000    | Batista             | 28          |
| 19  | 29. Jan. 2006 | Miami, FL            | American Airlines Arena      | 16.000    | Rey Mysterio        | 2           |
| 20  | 28. Jan. 2007 | San Antonio, TX      | AT&T Center                  | 13.500    | The Undertaker      | 30          |
| 21  | 27. Jan. 2008 | New York, NY         | Madison Square Garden        | 20.798    | John Cena           | 30          |
| 22  | 25. Jan. 2009 | Detroit, MI          | Joe Louis Arena              | 16.685    | Randy Orton         | 8           |
| 23  | 31. Jan. 2010 | Atlanta, GA          | Philips Arena                | 16.697    | Edge                | 29          |
| 24  | 30. Jan. 2011 | Boston, MA           | TD Garden                    | 15.113    | Alberto Del Rio     | 38          |
| 25  | 29. Jan. 2012 | St. Louis, MO        | Scottrade Center             | 18.121    | Sheamus             | 22          |
| 26  | 27. Jan. 2013 | Phoenix, AZ          | US Airways Center            | 15.103    | John Cena           | 19          |
| 27  | 26. Jan. 2014 | Pittsburgh, PA       | Consol Energy Center         | 15.715    | Batista             | 28          |
| 28  | 25. Jan. 2015 | Philadelphia, PA     | Wells Fargo Center           | 17.164    | Roman Reigns        | 19          |
| 29  | 24. Jan. 2016 | Orlando, FL          | Amway Center                 | 15.170    | Triple H            | 30          |
| 30  | 29. Jan. 2017 | San Antonio, TX      | Alamodome                    | 52.020    | Randy Orton         | 23          |
| 31  | 28. Jan. 2018 | Philadelphia, PA     | Wells Fargo Center           | 17.629    | Shinsuke Nakamura   | 14          |
| 31  | 28. Jan. 2018 | Philadelphia, PA     | Wells Fargo Center           | 17.629    | Asuka               | 25          |
| 32  | 27. Jan. 2019 | Phoenix, AZ          | Chase Field                  | 48.193    | Becky Lynch         | 28          |
| 32  | 27. Jan. 2019 | Phoenix, AZ          | Chase Field                  | 48.193    | Seth Rollins        | 10          |
| 33  | 26. Jan. 2020 | Houston, TX          | Minute Maid Park             | 42.715    | Charlotte Flair     | 17          |
| 33  | 26. Jan. 2020 | Houston, TX          | Minute Maid Park             | 42.715    | Drew McIntyre       | 16          |
| 34  | 31. Jan. 2021 | Saint Petersburg, FL | Tropicana Field              | 0         | Bianca Belair       | 3           |
| 34  | 31. Jan. 2021 | Saint Petersburg, FL | Tropicana Field              | 0         | Edge                | 1           |
| 35  | 29. Jan. 2022 | St. Louis, MO        | The Dome at America’s Center | 44.390    | Ronda Rousey        | 28          |
| 35  | 29. Jan. 2022 | St. Louis, MO        | The Dome at America’s Center | 44.390    | Brock Lesnar        | 30          |
| 36  | 28. Jan. 2023 | San Antonio, TX      | Alamodome                    | 51.338    | Rhea Ripley         | 1           |
| 36  | 28. Jan. 2023 | San Antonio, TX      | Alamodome                    | 51.338    | Cody Rhodes         | 30          |
| 37  | 27. Jan. 2024 | Saint Petersburg, FL | Tropicana Field              | 48.044    | Bayley              | 3           |
| 37  | 27. Jan. 2024 | Saint Petersburg, FL | Tropicana Field              | 48.044    | Cody Rhodes         | 15          |
| 38  | 1. Feb. 2025  | Indianapolis, IN     | Lucas Oil Stadium            | 70.347    | Charlotte Flair     | 27          |
| 38  | 1. Feb. 2025  | Indianapolis, IN     | Lucas Oil Stadium            | 70.347    | Jey Uso             | 20          |

## Trivia
- Den ersten Royal Rumble haben nur 20 Teilnehmer bestritten, jedes weitere Royal Rumble Match bestritten 30 Teilnehmer. Einzige Ausnahme: Im Jahr 2011 wurde das Match einmalig mit 40 Teilnehmern bestritten.[2]
- 1992 wurde zum ersten und bis dato einzigen Mal die vakante „WWF Championship“ an den Sieger vergeben, den Sieg und somit auch den Titel sicherte sich Ric Flair. 2016 wurde die vereinigte WWE World Heavyweight Championship an den Sieger vergeben, wobei sich diese noch im Besitz von Roman Reigns befand. Sieger und somit neuer Champion war Triple H.
- Seit 1996 kommt jeder Wrestler zu seiner eigenen Einzugsmusik in den Ring, bis dahin war dies nur den ersten beiden Teilnehmern vergönnt.
- Ob das Ausscheiden eines Wrestlers unter besonderen oder unfairen Umständen regelkonform ist (z. B. durch Eingriffe von außen), variiert je nach gewünschter Dramaturgie: So warf Vader 1996 z. B. mehrere Wrestler (u. a. Shawn Michaels) über das oberste Seil aus dem Ring, nachdem er selbst bereits ausgeschieden war. Diese durften jedoch anschließend zurück in den Ring und weiter am Match teilnehmen, wobei Shawn Michaels es in der Folge sogar gewann. Bei anderen Vorfällen ähnlicher Art galten Wrestler als ausgeschieden. Ebenso durften in der Vergangenheit Wrestler, die aus freien Stücken über das oberste Seil aus dem Ring stiegen, das Match fortsetzen; ein anderes Mal wiederum waren sie daraufhin ausgeschieden.
- Das Royal Rumble-Match wird gerne für Überraschungsauftritte von entweder zurückkehrenden oder neu verpflichteten Wrestlern oder für prominente Gastauftritte genutzt. So kehrten z. B. John Cena (2008) oder Edge (2010) unangekündigt und deutlich früher als erwartet aus ihren Verletzungspausen zurück und AJ Styles feierte 2016 unter großem Jubel der Fans sein WWE-Debüt. Auch traten Nicht-Wrestler wie Drew Carey oder Michael Cole bereits im Royal Rumble-Match an.
- Der Royal Rumble 2008 war die erste in HDTV und im 16:9 Breitbildformat produzierte Wrestling-Veranstaltung überhaupt, womit WWE gleichzeitig den HD-Betrieb für ihre Sendungen aufnahm.
- Am 28. Januar 2018, bzw. beim Royal Rumble 31, wurde im Wells Fargo Center in Philadelphia, Pennsylvania das erste Royal Rumble-Match der Frauen bestritten.
- Bis auf die erste Ausgabe von 1988 erschienen alle Royal Rumbles auf VHS, DVD und seit 2009 (trotz der bereits in HD produzierten Ausgabe von 2008) auf Blu-Ray als Einzelveröffentlichung, 2007 erschien außerdem eine DVD-Kollektion namens "The Complete Royal Rumble Anthology", die alle Veranstaltungen bis 2007 enthält. Die erste Show von 1988 wurde mit dieser Box zum ersten Mal überhaupt auf einem Heim-Medium veröffentlicht.
- Alle Royal Rumbles stehen außerdem auf dem hauseigenen Streamingservice WWE Network auf Abruf zur Verfügung.

## Statistiken (Stand: Royal Rumble 2024)
- Mit drei Siegen (1997, 1998, 2001) ist  „Stone Cold“ Steve Austin Rekordhalter im Royal Rumble Match. Ihm wurde der erste Sieg jedoch später im Zuge einer Storyline aberkannt, da er zuvor schon von Bret Hart eliminiert wurde, die Referees dies jedoch nicht sahen. Hulk Hogan (1990 & 1991), Shawn Michaels (1995 & 1996), John Cena (2008 & 2013), Batista (2005 & 2014), Triple H (2002 & 2016), Randy Orton (2009 & 2017), Edge (2010 & 2021), Brock Lesnar (2003 & 2022) und Cody Rhodes (2023 & 2024) gewannen bisher zwei Royal Rumbles, wobei Hogan, Michaels, Austin und Rhodes ihre Matches in zwei direkt aufeinander folgenden Jahren gewannen und Brock Lesnar mit 19 Jahren den Rekord für den längsten Abstand zwischen zwei Siegen hält.
- Bret Hart und Lex Luger sind die einzigen gemeinsamen Sieger (1994) in der Geschichte des Rumbles. Auch 2005 eliminierten sich die beiden letzten Teilnehmer John Cena und Batista gegenseitig und kamen zum gleichen Zeitpunkt auf dem Hallenboden auf. In diesem Fall wurde das Match jedoch mit den beiden verbliebenen Teilnehmern neu gestartet und Batista gewann. Tatsächlich war das gleichzeitige Ausscheiden ein Versehen, Batista war von Anfang an als Sieger geplant.
- Mit Yokozuna (1993), Shawn Michaels (1996), Steve Austin (1998 & 2001), Triple H (2002), Brock Lesnar (2003), Chris Benoit (2004), Batista (2005), Rey Mysterio (2006), The Undertaker (2007), Sheamus (2012), John Cena (2013), Randy Orton (2017), Seth Rollins (2019), Drew McIntyre (2020) und Cody Rhodes (2024) konnte bisher sechzehnmal ein Gewinner des Royal Rumble sein garantiertes Titelmatch und somit den Titel bei WrestleMania seit Beginn dieser Regeleinführung gewinnen, mit Lex Luger (1994), Shawn Michaels (1995), The Rock (2000), John Cena (2008), Randy Orton (2009), Edge (2010, 2021), Alberto Del Rio (2011), Batista (2014), Roman Reigns (2015), Shinsuke Nakamura (2018), Brock Lesnar (2022) und Cody Rhodes (2023) verlor hingegen dreizehnmal der Gewinner sein Titelmatch.
- In 3 Fällen bekam der Gewinner aufgrund besonderer Umstände kein Titelmatch, 1997 wurde Austin das Titelmatch aufgrund des kontroversen Endes aberkannt, da er bereits ausgeschieden war, dies jedoch von den Ringrichtern übersehen wurde. 1999 gewann Mr. McMahon den Royal Rumble, nachdem er unter Mithilfe einiger seiner Handlanger Steve Austin als letzten eliminierte. Das Titelmatch wurde ihm jedoch von Commissioner Shawn Michaels aberkannt und Austin zugesprochen. Austin musste diese Titelchance jedoch in einem Steel Cage Match beim PPV St. Valentine's Day Massacre gegen McMahon aufs Spiel setzten, welches er jedoch gewann und in der Folge The Rock bei WrestleMania 15 den Titel abnahm. 2016 gewann Triple H den Royal Rumble und gleichzeitig auch die WWE World Heavyweight Championship, die in diesem Rumble ausgekämpft wurde.
- Andre the Giant (1989), Randy Savage (1992), Ahmed Johnson (1997), Mil Mascaras (1997), Faarooq (1997), Drew Carey (2001), Kane (1999), Mick Foley (2004), MVP (2010) und Pat McAfee (2024) eliminierten sich selbst entweder ohne direktes, gegnerisches Zutun oder während sie selbst einen Gegner hinauswarfen aus dem Royal Rumble.
- Mit Shawn Michaels (1995), Vince McMahon (1999), Chris Benoit (2004), Rey Mysterio (2006), Edge (2021), und Rhea Ripley (2023) gewannen bisher sechs Wrestler das Match trotz der ungünstigsten Startnummern eins und zwei, mit der sie von Beginn des Matches an im Ring standen.
- Shawn Michaels ist der einzige Wrestler, der in vier Jahrzehnten (1980er, 1990er, 2000er und 2010er) am Royal Rumble teilnahm.
- Aus der Startnummer 30 gingen die meisten Gewinner des Matches hervor (2007, 2008, 2016, 2022 und 2023).
- The Undertaker (2007), John Cena (2008), Triple H (2016), Brock Lesnar (2022) und Cody Rhodes (2023) gewannen mit der Startnummer 30.
- Der jüngste Gewinner des Royal Rumble war Brock Lesnar (2003) mit 25 Jahren.
- Der älteste Gewinner des Royal Rumble war Vince McMahon (1999) mit 54 Jahren.
- Rey Mysterio verblieb beim Royal Rumble 2006 (den er auch gewann) 1:02:12 Stunden im Ring und hält damit den aktuellen Rekord für den am längsten im Match beteiligten Sieger. Den Rekord für den am längsten verbliebenen Wrestler, der das Match nicht gewann, stellte Gunther im Jahre 2023 auf (1:11:25 Stunden).
- Die längste Matchzeit aus allen Teilnahmen zusammengerechnet weist Chris Jericho mit 4:54:17 Stunden auf.
- Mit 3:17 Minuten (2022) ist Brock Lesnar der Gewinner des Matches, der am kürzesten im Ring stand.
- Das bislang längste Royal Rumble-Match dauerte 71:42 Min. (2023)
- Das bislang kürzeste Royal Rumble-Match dauerte ca. 33 Min. (1988), allerdings nahmen hier einmalig nur 20 Wrestler teil. Das kürzeste Match mit regulärer Teilnehmerzahl dauerte 38:41 Min. (1995), wobei die Abstände zwischen den Einzügen der Wrestler hier auf 60 Sekunden verkürzt waren.
- Santino Marella war im Royal Rumble 2009 nur eine Sekunde im Ring und somit die kürzeste Vertretung in einem Rumble.
- Den Rekord für die meisten Eliminierungen in einem einzigen Rumble hält Brock Lesnar, der 2020 dreizehn Gegner aus dem Ring beförderte und damit den bisherigen Rekord von Roman Reigns beim Rumble 2014 (12 Eliminierungen) und davor von Kane beim Rumble 2001 (11 Eliminierungen) übertraf. Braun Strowman eliminierte im Jahr 2018 ebenfalls 13 Gegner, dies war jedoch beim "Greatest Royal Rumble", welcher nicht Teil der klassischen Royal Rumble Serie ist.
- Den Rekord für die meisten Eliminierungen bei allen Teilnahmen zusammen hält Kane, der insgesamt 44 Gegner aus dem Ring warf.
- Den Rekord für die meisten Eliminierungen in Serie hält Brock Lesnar. Beim Royal Rumble Match 2020 gelang es ihm 13 Gegner hintereinander rauszuwerfen.
- Mit 19 Einsätzen nahm Kane am häufigsten, jedoch unter verschiedenen Gimmicks an einem Royal Rumble teil.
- Die meisten Gegner in kürzester Zeit eliminierte The Great Khali im Royal Rumble 2007, der sieben Wrestler in 1:47 Minuten hinaus beförderte.
- Der einzige Teilnehmer, der dreimal beim selben Royal Rumble vertreten war, war 1998 Mick Foley mit seinen drei Gimmicks Dude Love, Cactus Jack und Mankind.
- Charles Wright trat als Papa Shango (1993), Kama (1996), Kama Mustafa (1998), The Godfather (1999, 2000 & 2013) und The Goodfather (2001) und somit unter fünf verschiedenen Gimmicks beim Royal Rumble an und hält damit ebenfalls einen Rekord.
- Bisher nahmen vier Frauen am Royal Rumble der Männer teil: Chyna (1999 und 2000), Beth Phoenix (2010), Kharma (2012) und Nia Jax (2019). Alle vier durften bei ihren Teilnahmen jeweils einen Wrestler eliminieren.
- Ric Flair und Triple H gewannen 1992 bzw. 2016 die bisher einzigen Royal Rumble, bei denen es direkt um den höchsten Titel der WWE (damals WWF) ging.
- Randy Savage, Hulk Hogan, Roman Reigns und Brock Lesnar sind die bis dato einzigen, die als amtierende WWF Champions (Savage, Hogan) bzw. WWE World Heavyweight Champion (Reigns, Lesnar) am Royal Rumble teilnahmen, wobei Hogan (1990) ihn als einziger auch gewinnen konnte.
- Mit Triple H (2002), John Cena (2008),  Edge (2010) und Cody Rhodes (2023) konnten bisher vier Wrestler in ihrem ersten Match nach längeren Verletzungspausen einen Royal Rumble gewinnen.
- Bei den Veranstaltungen 1988, 1996, 1997, 1998, 2006, 2013 und 2023 stand das Royal Rumble Match nicht an letzter Stelle, war also nicht der Main Event.
- San Antonio (1997, 2007, 2017 und 2023) ist der einzige Austragungsort, an dem schon viermal der Royal Rumble stattfand. In Philadelphia (2004, 2015 und 2018) fand dreimal der Royal Rumble statt. Miami (1991 und 2006), Fresno (1996 und 2005), New York (2000 und 2008), Atlanta (2002 und 2010), Boston (2003 und 2011), Orlando (1990 und 2016), und St. Louis (2012 und 2022) waren bereits zweifacher Austragungsort.
- Asuka (2018) gewann das erste Royal Rumble-Match der Frauen.
- Rhea Ripley und Liv Morgan, die auf den Positionen Nr. 1 und 2 starteten, waren beide 1:01:03 im Frauenkampf 2023, die längste Zeit, die zwei Wrestler im selben Royal Rumble, Männer oder Frauen, verbracht haben. Es war der erste Royal Rumble, bei dem zwei Teilnehmer über eine Stunde am Match teilnahmen.